# Stálí členové Rady bezpečnosti Organizace spojených národů

Stálí členové Rady bezpečnosti OSN

Stálí členové Rady bezpečnosti Organizace spojených národů (známí také jako velká pětka) je pět suverénních států, jimž Charta OSN z roku 1945 uděluje stálé místo v Radě bezpečnosti OSN. Mezi tyto členy patří Čína, Francie, Rusko, Spojené království a Spojené státy americké.
Všech pět stálých členů patřilo v rámci druhé světové války ke Spojencům, vítězným státům konfliktu. Mimo jiné se jedná o státy, které jako první vyvinuly jaderné zbraně. Každý stálý člen má právo veta, tzn. že pokud některý z nich hlasuje proti rezoluci, tak nebude schválena.
Radu bezpečnosti OSN tvoří vedle stálých členů také 10 nestálých členů, již jsou voleni Valným shromážděním na období dvou let.

## Seznam stálých členů
| Stát                                                | Předchůdce                                                                                  | Hlava státu a vlády                                                                       | Stálý zástupce     |
| --------------------------------------------------- | ------------------------------------------------------------------------------------------- | ----------------------------------------------------------------------------------------- | ------------------ |
| Čínská lidová republika                             | Čínská republika (1945–1949, 1949–1971)                                                     | Generální tajemník ÚV KS Číny a prezident: Si Ťin-pching Předseda Státní rady: Li Čchiang | Fu Cchung          |
| Francouzská republika                               | Prozatímní vláda Francouzské republiky (1945–1946) Čtvrtá Francouzská republika (1946–1958) | Prezident: Emmanuel Macron Předseda vlády: François Bayrou                                | Nicolas de Rivière |
| Ruská federace                                      | Svaz sovětských socialistických republik (1945–1991)                                        | Prezident: Vladimir Putin Předseda vlády: Michail Mišustin                                | Vasilij Něbenzja   |
| Spojené království Velké Británie a Severního Irska | žádný                                                                                       | Král: Karel III. Předseda vlády: Keir Starmer                                             | Barbara Woodward   |
| Spojené státy americké                              | žádný                                                                                       | Prezident: Donald Trump                                                                   | Dorothy Sheaová    |

## Historie

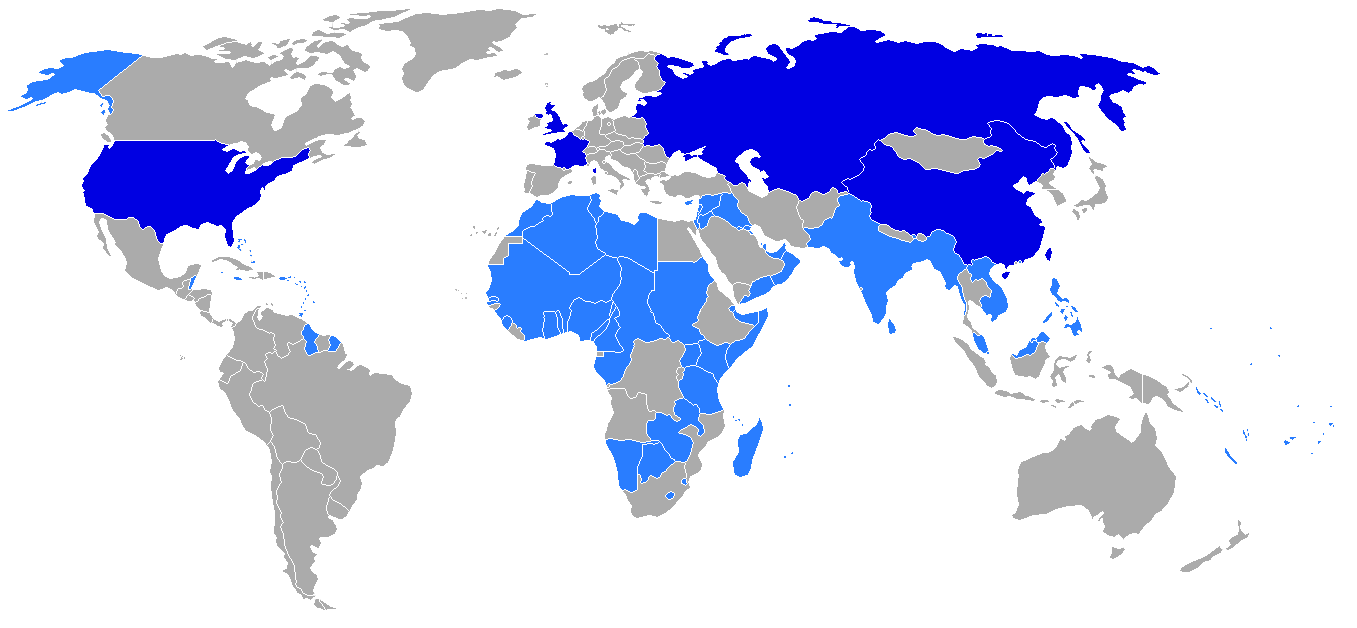
Původní stálí členové Rady bezpečnosti OSN v roce 1945 (tmavě modře) s vyznačením jejich kolonií a dalších držav (bledě modrá barva)

Na základě dohody ohledně struktury Rady bezpečnosti, která byla schválena na konferenci v Dumbarton Oaks v roce 1944, se pěti stálými členy Rady stali Francouzská republika, Čínská republika, Sovětský svaz, Spojené království a Spojené státy americké. Od té doby došlo ke dvěma změnám:
- Do roku 1949 ovládala pevninskou Čínu nacionalistická vláda Čankajška. Ta však téhož roku prohrála čínskou občanskou válku a stáhla se na ostrov Tchaj-wan. Kontrolu nad pevninskou Čínou získala Komunistická strana Číny, která založila Čínskou lidovou republiku. V roce 1971 byla přijata rezoluci č. 2758, v důsledku které byla Čínská republika vyloučena z Rady a nahrazena Čínskou lidovou republikou.[12] Svrchovanost nad pevninskou Čínou a Tchaj-wanem si nárokuje jak Čínská republika, tak Čínská lidová republika.[13][14][15]
- Po rozpadu Sovětského svazu v roce 1991 bylo Rusko uznáno za nástupnický stát Sovětského svazu a zachovalo si jeho postavení v Radě bezpečnosti.[16][17][18]